# Champ des Tombes

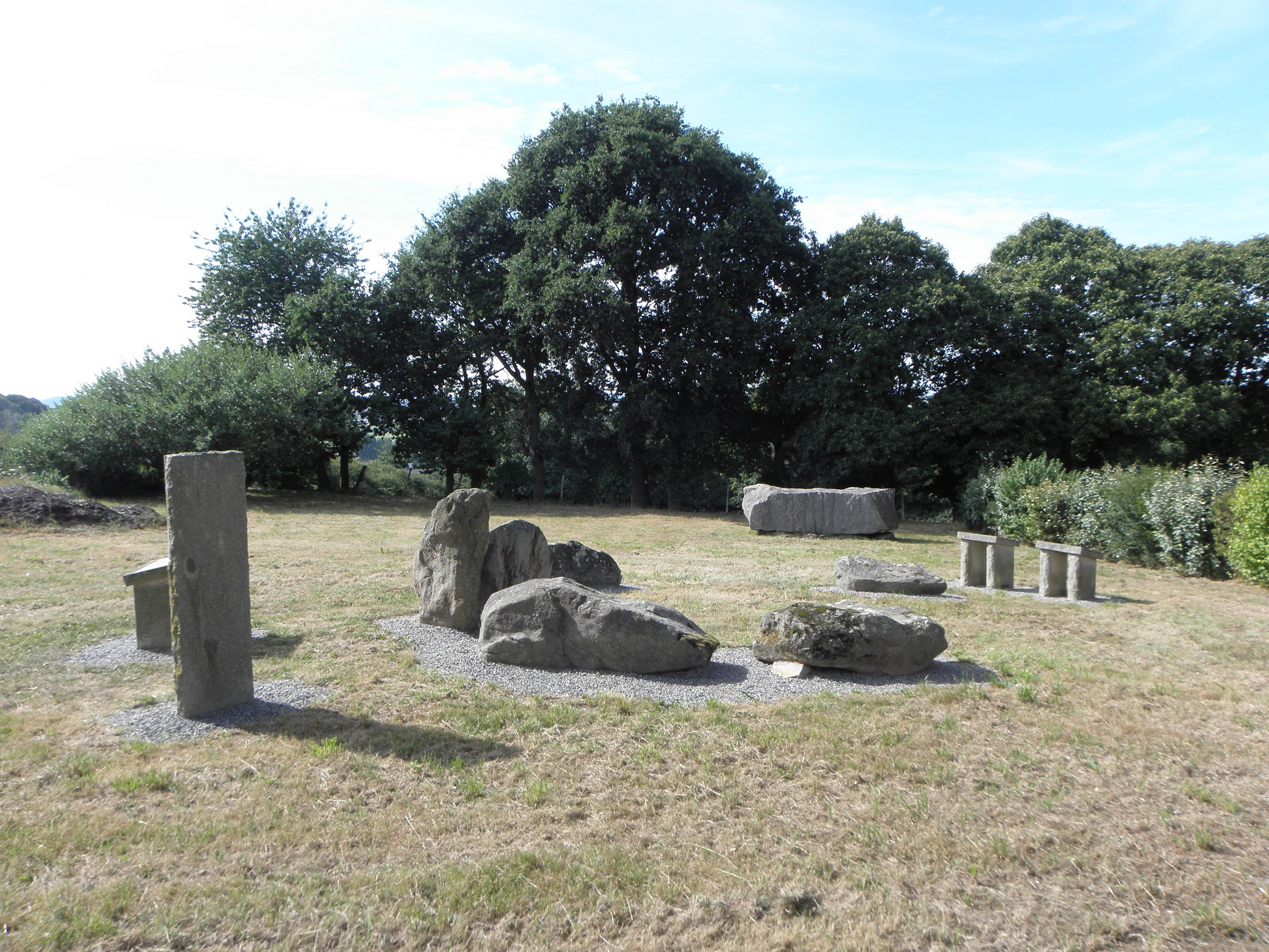
Champ des Tombes

Champ des Tombes (deutsch „Feld der Gräber“, auch Outre Tombes, Tombes de Vaujour oder Tombes de Saint-Broladre genannt) ist ein Steinkreisrest bzw. ein halber Cromlech oder der Teil einer zerstörten Megalithanlage östlich vom Weiler La Riviére, südwestlich von Saint-Broladre bei Dol-de-Bretagne im Département Ille-et-Vilaine in der Bretagne in Frankreich.
Das 1966 als Monument historique eingestufte Hufeisen aus Megalithen befindet sich an einem Ort namens Vaujour. Es besteht aus sechs Steinen, die einen Halbkreis von etwa 7,0 Metern Durchmesser formen.
Das Monument wurde 1966 zwar als historisches Monument klassifiziert, aber 1977 führte die Erweiterung des benachbarten Steinbruchs zum illegalen Abriss und 1998 zum Wiederaufbau an anderer Stelle. Mittels eines Planes der von Jean L’Helgouach (1933–2000) durchgeführten Untersuchung und einer Fotografie von 1962 ließen die Einheimischen die Anlage wenige hundert Meter von ihrer ursprünglichen Position wiederaufbauen.
P. Bézier erwähnt 1883 in seinem Inventar der Megalithdenkmäler des Départements Ille-et-Vilaine irrtümlich das Denkmal in der benachbarten Gemeinde Baguer-Pican. Sechs Steine bildeten eines Halbkreises und zwei weitere Steine vervollständigten das Ganze. Von den acht Steinen, die zu Beginn des 20. Jahrhunderts noch da waren, wurde einer zerkleinert und ein anderer verschwand.

Champ des Tombes
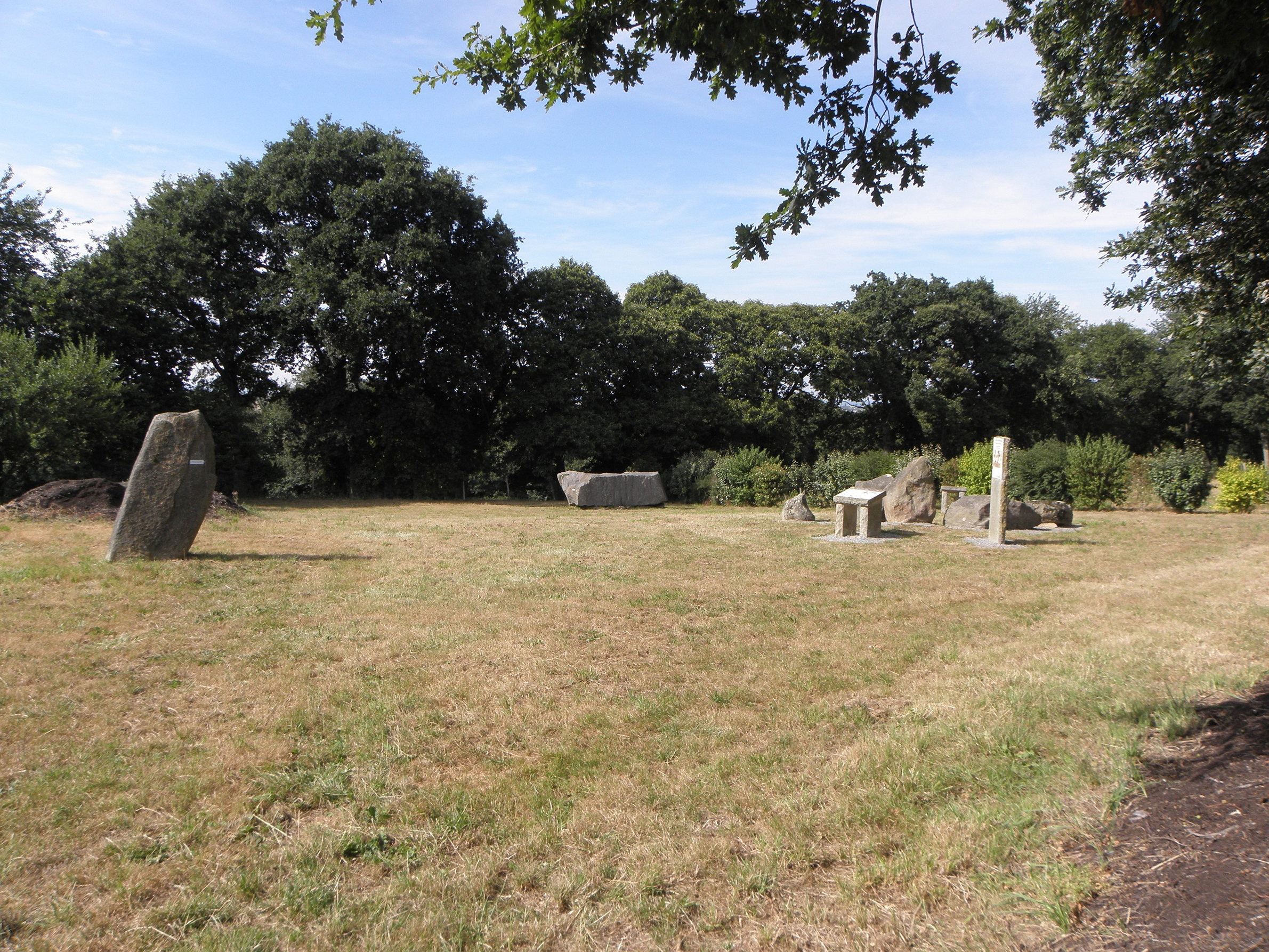
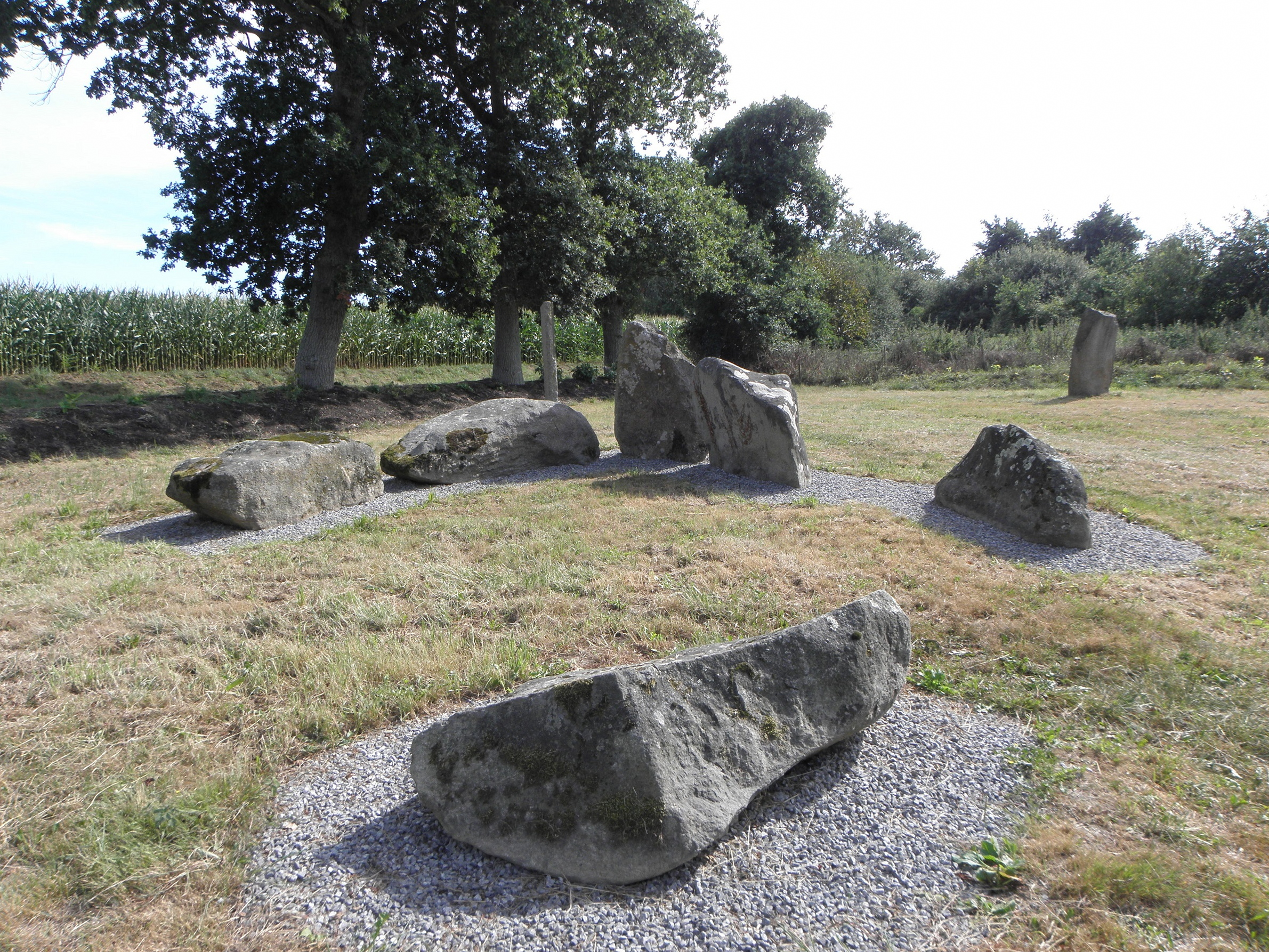
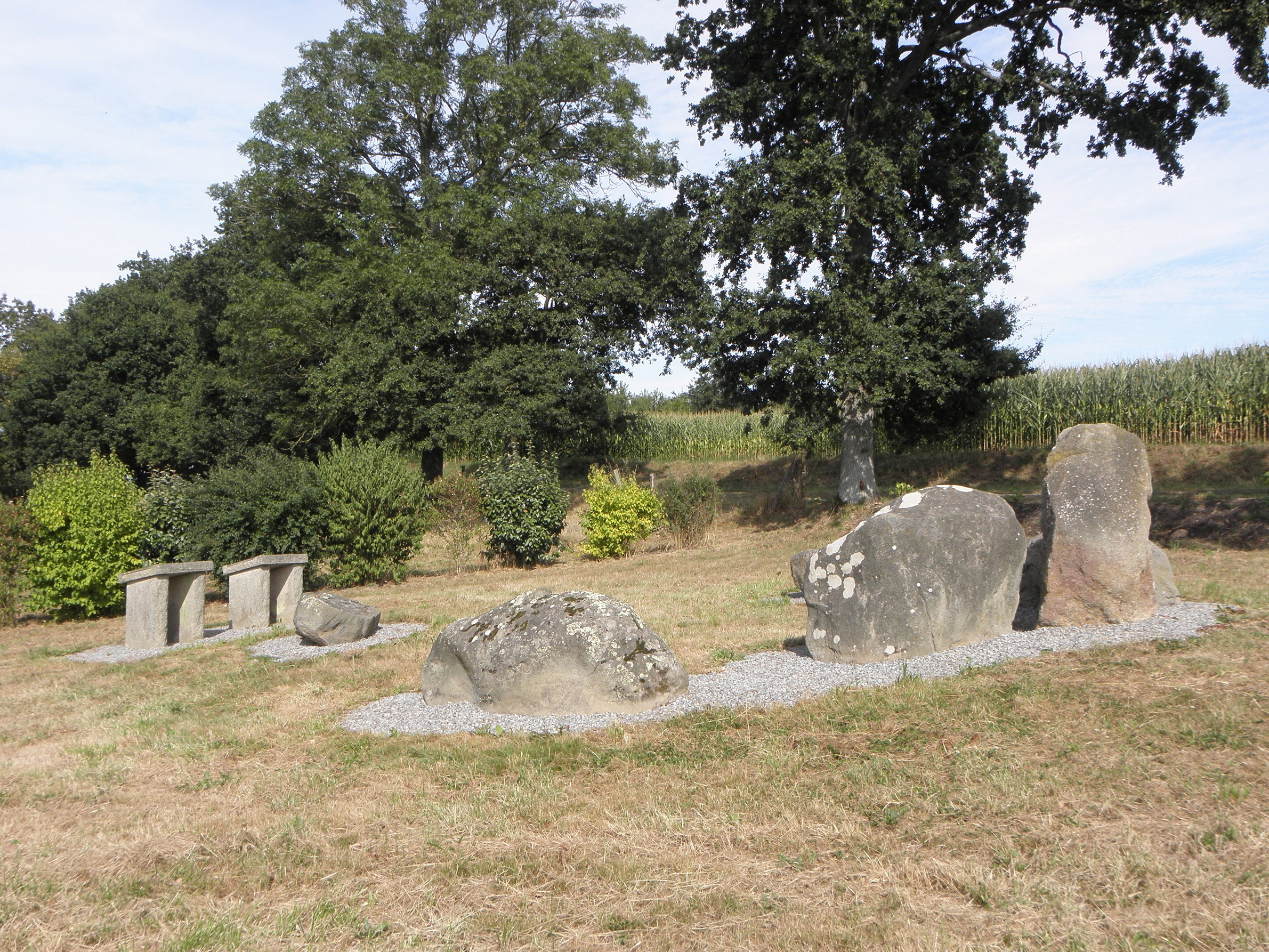